# 1644 год в России
Царствование: 1613—1645 — Михаила Фёдоровича

## События
- Экспедиция Семёна Дежнёва[1].
- Одоевский Никита Иванович глава русской делегации на международных переговорах в Москве с датским посольством и заключении брака царевны Ирины Михайловны и сына датского короля Кристиана IV королевича Вальдемара Кристиана[2].
- Разрешение иноземному купцу Марселиусу и рудопромышленнику, голландцу Акеме строить железоделательные заводы по рекам Ваге, Шексне и Костроме без платежа пошлин в течение 20 лет, с обязательством изготовлять для казны пушки, ядра и котлы, проволоку и жесть, а также обучать этому делу русских; избыток своего производства они могли продавать и вывозить за границу[3][4].
- Орёл выдержал нападением крымских татар[5].
- Самара подверглась нападению калмыков[6].
- Август — Карачев подвергся нападению крымских татар[7].
- Местничество:
  - Бояре: Сицкий Юрий Андреевич и Салтыков Михаил Михайлович[8].
  - Городовые дворяне коломничи. Челобитье связано с записью их корпорации ниже других городовых корпораций[8].

## Города и поселения
- Впервые в платёжнице упоминается "селишко" Семёновское[9].
- При Свято-Успенском Далматовском Исетском мужском монастыре основана слобода (сов. Долматово)[10].

## Руководители приказов[11]
| Года      | Приказ             | Ф,И,О главы                | Примечания  |
| --------- | ------------------ | -------------------------- | ----------- |
| 1638-1646 | Аптекарский приказ | Шереметев Фёдор Иванович   | Боярин      |
| 1643-1646 | Новая четверть     | Шереметев Фёдор Иванович   | Боярин      |
| 1643-1646 | Казанского дворца  | Одоевский Никита Иванович  |             |
| 1643-1646 | Сибирский приказ   | Одоевский Никита Иванович  |             |
| 1630-1661 | Разрядный приказ   | Гавренёв Иван Афанасьевич  | Думный дьяк |
| 1644-1645 | Разбойный приказ   | Шереметев Василий Петрович |             |

## Воеводы[15]
| Года      | Город     | Ф,И,О воеводы                        | Примечание |
| --------- | --------- | ------------------------------------ | ---------- |
| 1643-1647 | Алаты     | Михайлов Иван                        | Казанец    |
| Декабрь   | Алатырь   | Францбеков Иван Андреевич            |            |
| 7 января  | Арзамас   | Коркодинов Михаил Иванович           |            |
| 1642-1646 | Астрахань | Репнин Борис Александрович           | Боярин     |
| 1644-1647 | Атемар    | Приимков-Ростовский Василий Наумович |            |
| 1643-1646 | Берёзов   | Квашнин Мелентий Климентьевич        |            |
| 1644-1646 | Болхов    | Челищев Янаклыч                      |            |
| 1642-1647 | Борисово  | Десятого Юрий                        |            |
| 1644      | Брянск    | Ромодановский Пётр Григорьевич       |            |
| 1643-1646 | Бежецк    | Замыцкий Иван Иванович               |            |
| 1643-1644 | Белгород  | Боборыкин Никита Михайлович          |            |
| 1642-1646 | Белёв     | Хитрой Севастьян Дементьевич         |            |

## Родились
- Прозоровский, Пётр Иванович (1644/1645 — 20 марта 1720) — государственный деятель, чашник и рында, боярин.
- Стрешнев, Тихон Никитич (1644 — 15 января 1719) — государственный деятель, доверенное лицо Петра I, первый московский губернатор.
- Толстой, Иван Андреевич (1644 — 5 сентября 1713) — государственный деятель.

## Умерли
- Сицкий, Алексей Юрьевич (ум. 4 июля 1644 года) — князь, стольник, боярин, воевода.
- Сицкий, Юрий Андреевич (ум. 3 августа 1644) — князь, боярин.
- Строганов, Иван Максимович (30 июля 1592 — 21 августа 1644) — крупный купец и промышленник.
- Хилков, Андрей Васильевич (ум. 1644) — военный и государственный деятель, боярин и воевода.
- Щербатов, Дмитрий Иванович (? — 1644) — стряпчий, стольник и воевода.